# 국도 제116호선 (일본)

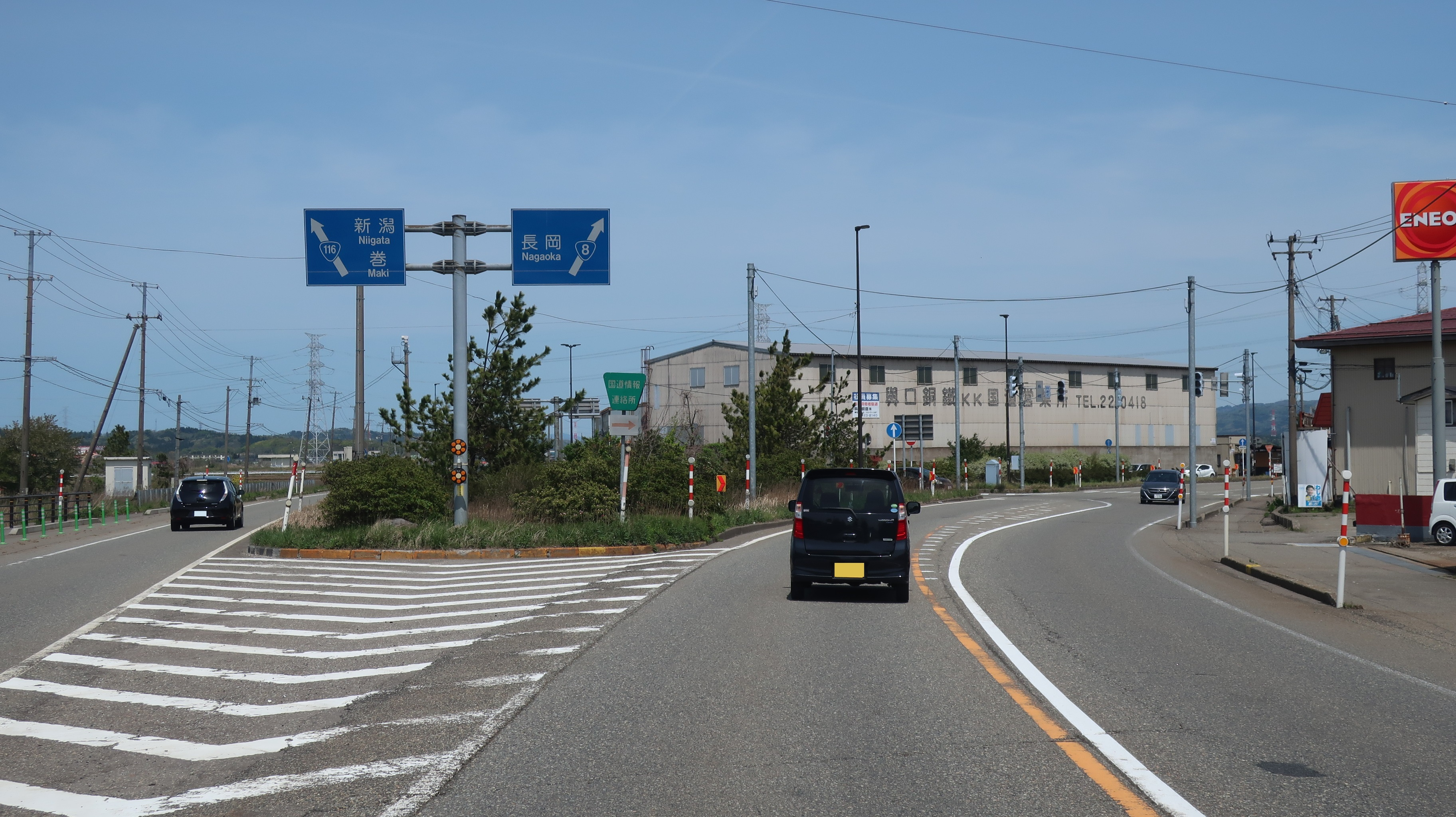
국도 116호선의 기점
니가타현 가시와자키시 나가사키 교차로 부근

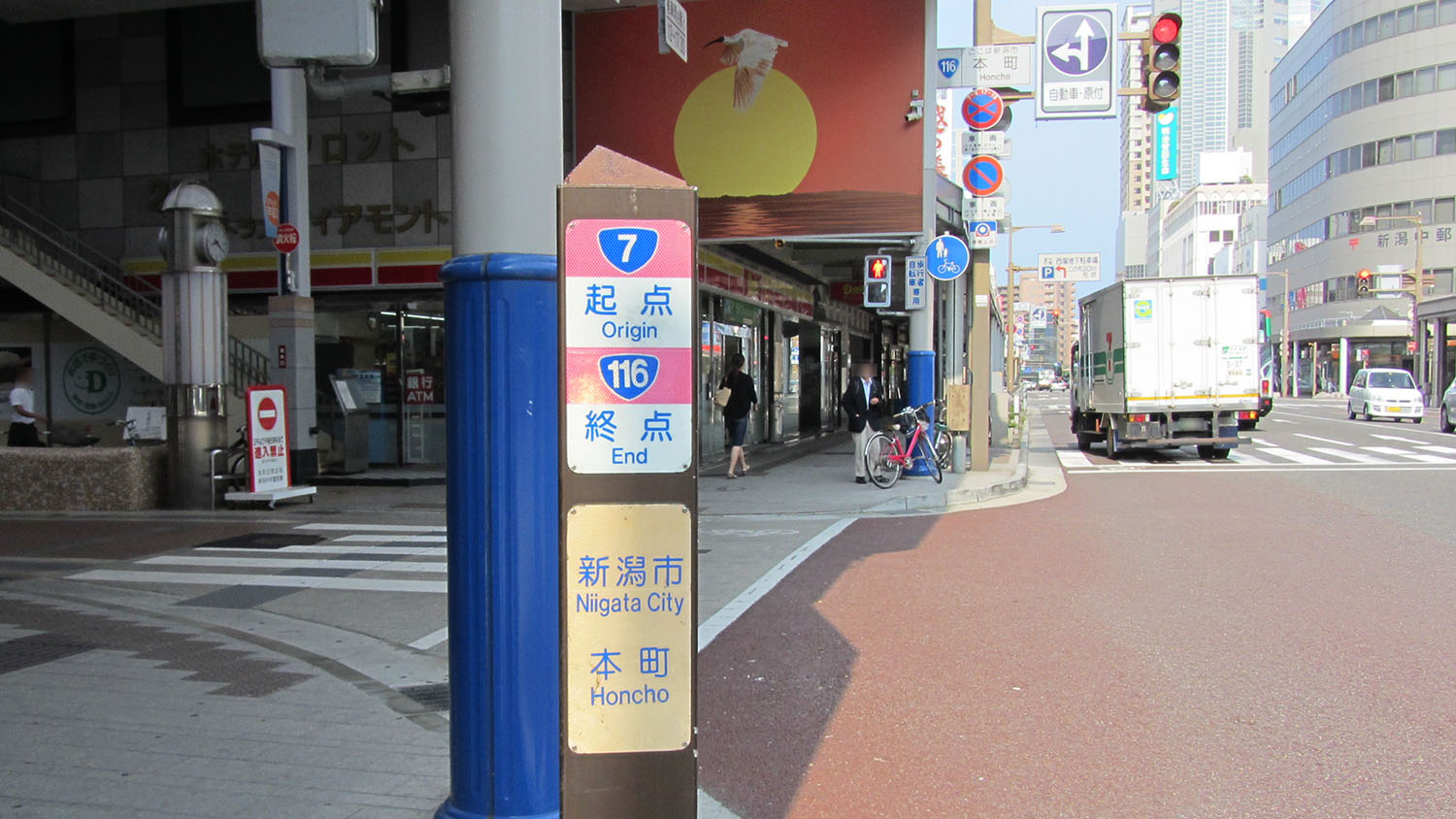
국도 116호선의 종점
니가타시 주오구 혼초 교차로

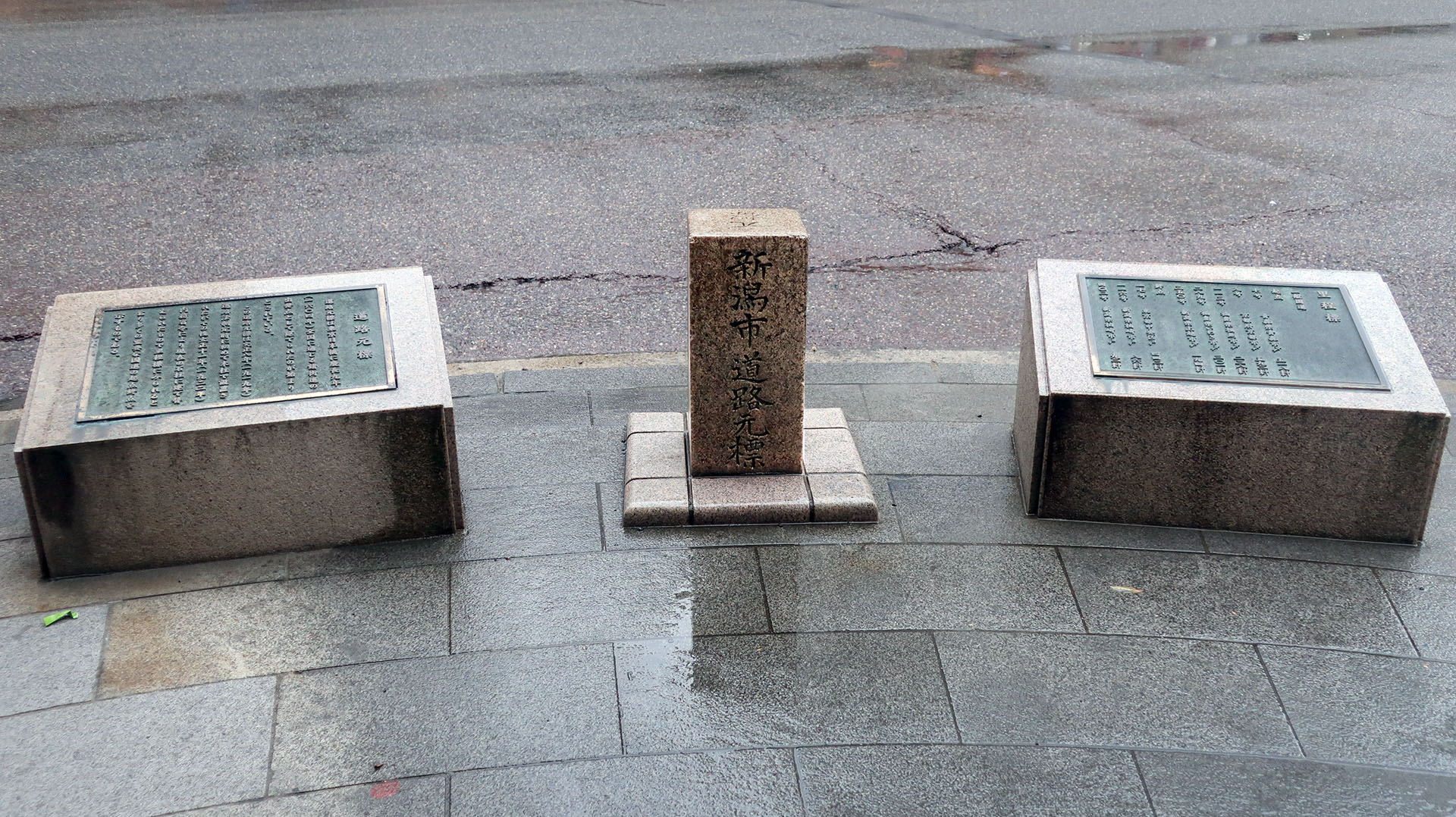
니가타시의 도로 원표
국도 116호선의 종점
니가타시 주오구 혼초 교차로에서 촬영함.

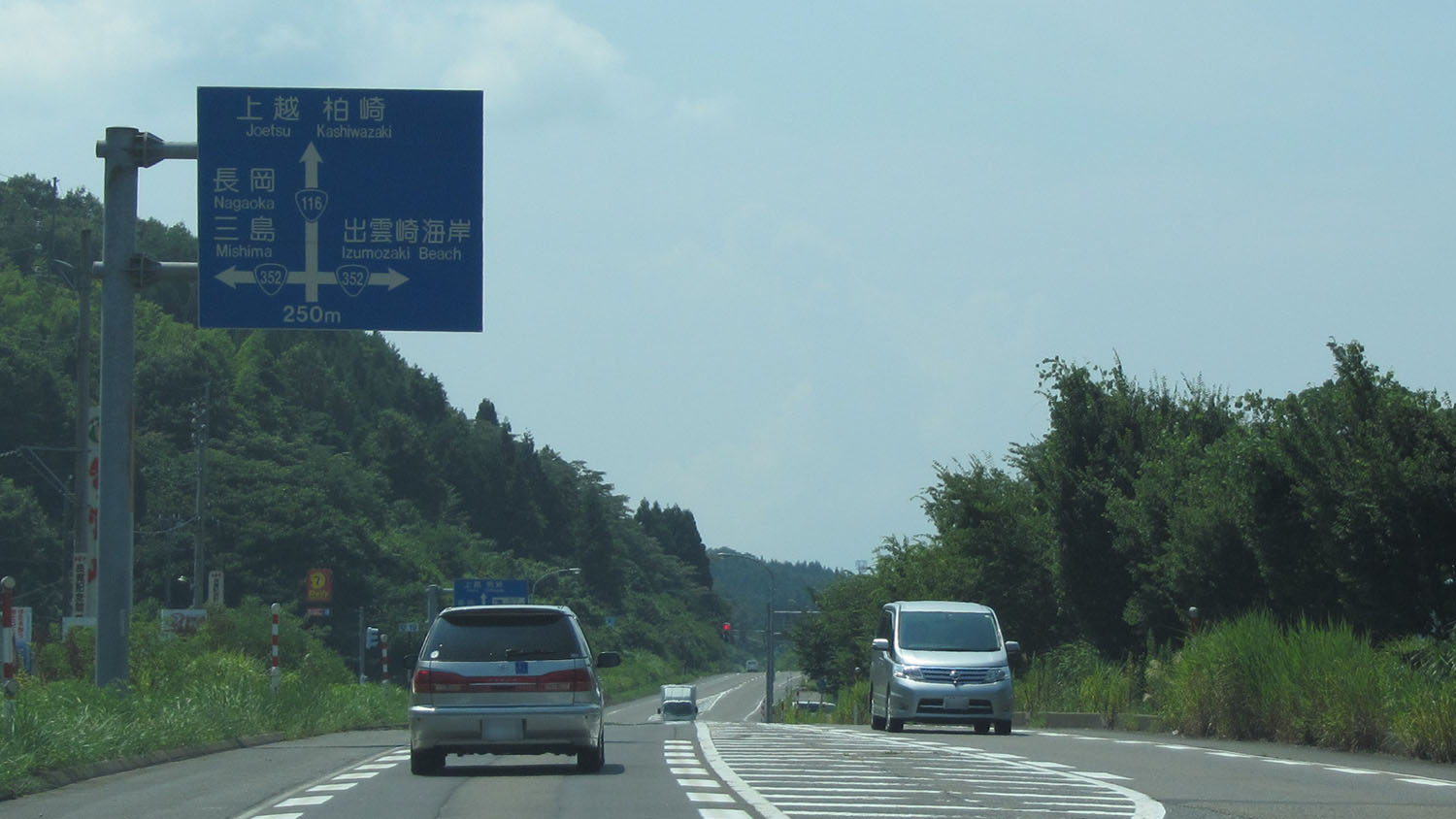
국도 352호선과의 교차
니가타현 산토군 이즈모자키정

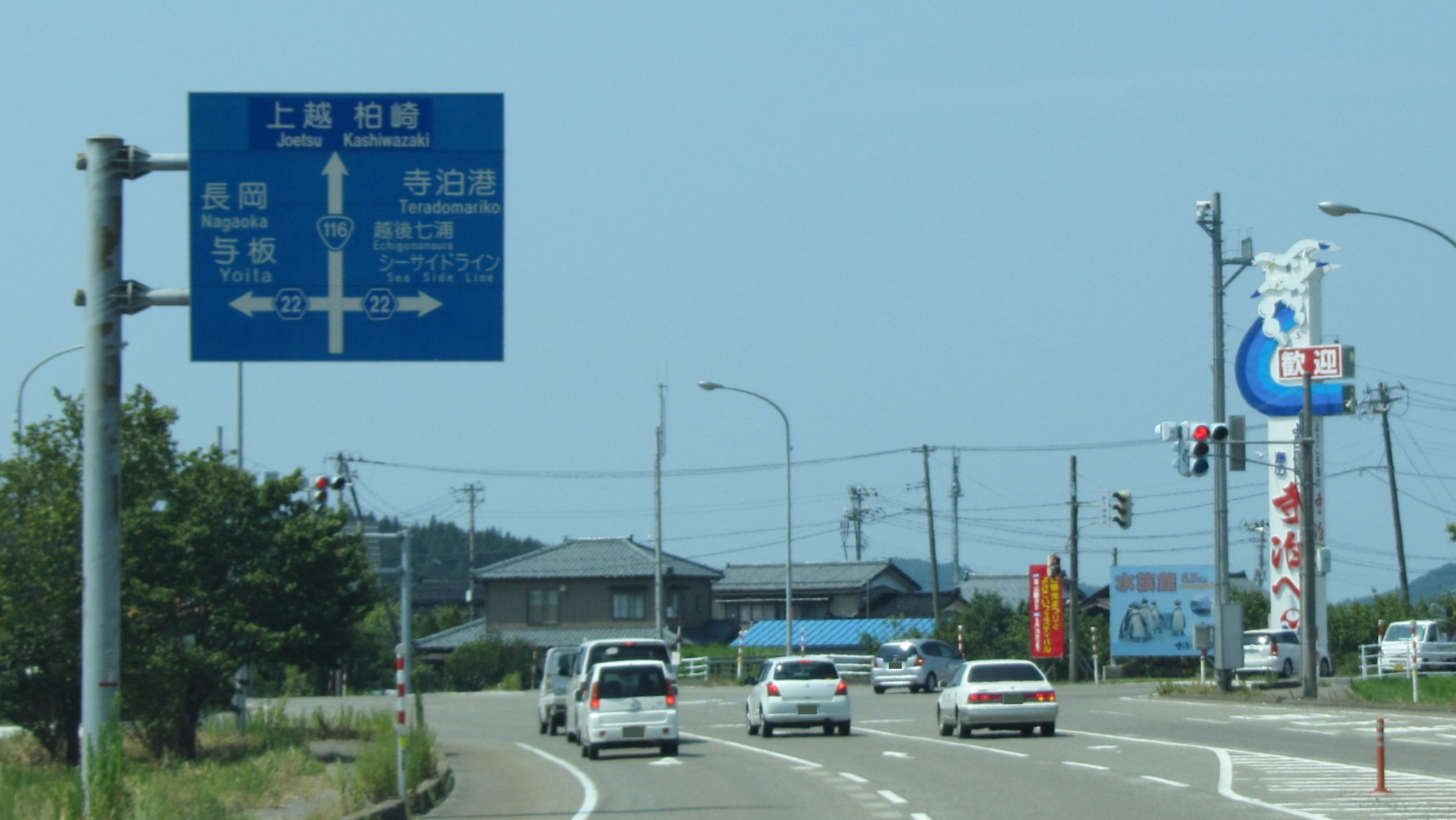
니가타현 나가오카시 데라마리 부근 (2011년 8월)

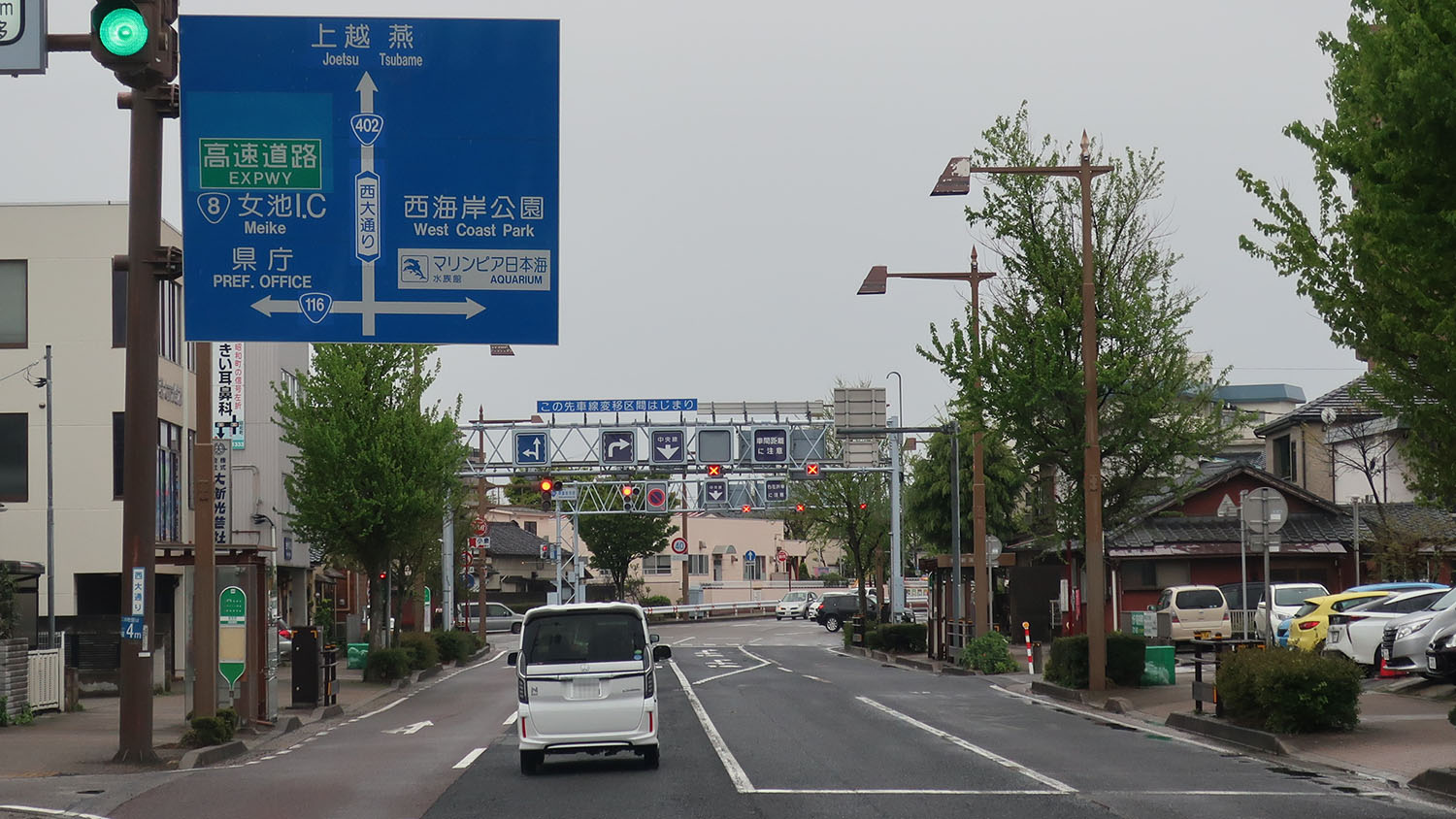
국도 402호선과의 분기
니가타시 주오구 세키야쇼와초 교차로

일본 116번 국도(일본어: 国道116号→국도 116호)는 니가타현 가시와자키시에서 니가타시 주오구까지 이르는 일본의 일반 국도 노선이다.

## 개요
니가타현 가시와자키시의 북쪽 교외에 위치하고 있는 나가사키 교차로에서 국도 8호선과 분기하여, 쓰바메시를 경유하여 니가타시의 중심부까지 이르는 일반 국도의 노선으로, JR 에치고선과 병주하고 있는 도로이기도 하다. 그러나 본 도로 노선 외에도 가시와자키 - 니가타 간의 병행 도로에서는 내륙측 구간의 경우 나가오카시 중심부·산조시 등을 경유하여, 호쿠리쿠 자동차도 및 국도 제8호선 등을 동해의 해안선 부근의 경로를 거치며, 국도 제352호선·국도 제402호선(이하 니혼카이유히 라인)이 자리잡고 있어, 국도 116호선은 상기의 노선 중 중간에 해당되는 바닷가에서 내륙의 기복이 가장 적은 곳을 통과하고 있기 때문에, 해당 구간에서는 가장 지름길이 된다. 또한 국도 8호선 등과 같이 도시끼리 원활하게 수송시켜 주는 간선 도로로서 중점적으로 담당하고 있어, 전 구간에 걸쳐 국토교통성에서 직할 지정 구간으로 이루어진다. 

### 노선 정보
일반 국도의 노선을 지정하고 있는 정령에 의거한 기종점 및 경유지는 다음과 같다.
- 기점 : 가시와자키시 (나가사키 교차로 = 국도 제8호선과의 교점)
- 종점 : 니가타시 주오구 (혼초 교차로 = 국도 7호·8호·113호·289호·350호선과의 기점 및 국도 17호·402호선과의 종점)
- 중요한 경과지 : 니가타현 가리와군 가리와촌, 산토군 이즈모자키정, 니시칸바라군 요시다정[A], 동군 마키정[B], 동군 니시카와정[C]
- 총 연장 : 78.9 km
- 중용 연장 : 없음
- 미공용 연장 : 없음
- 실제 연장 : 78.9 km
  - 현도 : 78.9 km
  - 구도 : 없음
  - 신도 : 없음
- 지정 구간 : 전 구간

## 역사
- 1953년 (쇼와 28년) 5월 18일 - 일반 국도 116호 가시와자키 니가타선(가시와자키시 ~ 니가타시)으로 지정 시행
- 1965년 (쇼와 40년) 4월 1일 - 도로법이 개정됨에 따라 1급과 2급의 구분을 없애고 일반 국도 116호선으로 지정 시행
- 1973년 (쇼와 48년) 4월 16일 - 니가타시의 시가지 일대 등 일부 구간을 제외한 전 구간이 지정 구간으로 지정됨

## 노선 개황

### 통칭
- 호쿠리쿠도
- 니시오 거리(일본어판)

### 바이패스
- 와시마 바이패스(일본어판)
- 요시다 바이패스(일본어판)
- 마키 바이패스(일본어판)

### 중복 구간
- 국도 제289호선 (일본)(일본어판) : 니가타현 쓰바메시 요시다카스가초 (요시다카스가초 교차로) - 니가타현 니가타시 주오구 혼초도리 7반초 (혼초 교차로)
- 국도 제402호선 (일본)(일본어판) : 니가타현 니가타시 주오구 세키야쇼와초 (세키야쇼와초 교차로) - 니가타현 니가타시 주오구 혼초도리 7반초 (혼초 교차로)

### 도로 시설

#### 교량
- 오코쓰 교(일본어판)
- 헤이세이 대교(일본어판)
- 지토세 대교(일본어판)

#### 미치노에키
- 미치노에키 니시야마 후루사토코엔(일본어판)
- 미치노에키 료칸노사토 와시마(일본어판)

## 지리

### 통과하는 지자체
- 니가타현
  - 가시와자키시 - 가리와군 가리와촌 - 가시와자키시 - 산토군 이즈모자키정 - 나가오카시 - 쓰바메시 - 니가타시 (니시칸구 - 니시구 - 주오구)

### 교차하는 도로
고속도로
- 호쿠리쿠 자동차도

국도
- 국도 제8호선
- 국도 제352호선
- 국도 제289호선
- 국도 제460호선
- 국도 제17호선 (국도 8호선 중복 구간)
- 국도 제402호선
- 국도 제7호선 (중복 구간에서 만나는 국도 : 8, 17호선 외에도 국도 제113호선, 국도 제350호선 등이 있음)

도도부현도
- 니가타현도 제73호선
- 니가타현도 제393호선
- 니가타현도 제23호선
- 니가타현도 제574호선
- 니가타현도 제48호선
- 니가타현도 제193호선
- 니가타현도 제192호선
- 니가타현도 제169호선
- 니가타현도 제22호선
- 니가타현도 제165호선
- 니가타현도 제374호선
- 니가타현도 제18호선
- 니가타현도 제68호선
- 니가타현도 제29호선
- 니가타현도 제250호선
- 니가타현도 제55호선
- 니가타현도 제380호선
- 니가타현도 제66호선
- 니가타현도 제46호선
- 니가타현도 제2호선
- 니가타현도 제44호선
- 니가타현도 제42호선
- 니가타현도 제1호선
- 니가타현도 제51호선
- 니가타현도 제16호선
- 니가타현도 제164호선
- 니가타현도 제565호선

기타 도로
- 니시칸바라 광역 농도 11호선
- 니시칸바라 광역 농도 2호선
- 니가타시도 소와인터 시나노마치선(일본어판)